# Isla Boatswain Bird
La isla Boatswain Bird, también escrito Boatswainbird (isla Ave Contramaestre), es una pequeña isla ubicada a unos 270 metros al este de la costa de la isla Ascensión en el Atlántico Sur, con una superficie aproximada de 5,3 hectáreas. Es administrada desde Georgetown en la Ascensión, que es parte del territorio británico de ultramar del Reino Unido de Santa Elena, Ascensión y Tristán de Acuña. La isla no se debe confundir con el cercano, pero mucho más pequeño, Roca Boatswain Bird, de alrededor de 10 por 5 metros de tamaño, que se encuentra 570 m al sureste de la isla y 360 m al noreste de la costa de la Ascensión. La costa sur de la isla cuenta con un gran arco natural.

## Aves
La isla es el hogar de la mayoría de las aves de Ascensión debido a las ratas (introducidas accidentalmente por los buques en tránsito) y luego los gatos (introducidas para atrapar las ratas, así también como animales domésticos) que comen las aves y sus huevos en la isla. Desde mediados de la década de 1990 ha habido un programa de erradicación de gatos callejeros, junto a un programa de erradicación de ratas, para animar a las aves de nuevo a la isla principal.
La isla ha sido identificada como un Área Importante para las Aves por BirdLife International por ser un lugar de reproducción para las aves marinas. De hecho, hay varias especies ubicadas aquí que sobrepasan las mil parejas reproductoras.